# Max Långben
Max Långben (som egentligen heter Maximilian) är son till Disneys seriefigur Jan "Janne" Långben.
(På engelska Maximilian "Max" Goof och Goofy Goof). Max dök för första gången upp i 1950-talets kortfilmer om Långben. I kortfilmen "Father's Day Off" (1952) har Långben för första gången en son, sonen kallades då för "Junior". I en senare kortfilm får sonen namnet Max. Dessa kortfilmer kom till Sverige först i början på 1980-talet.
1992 skapades serien Långbens galna gäng (Goof Troop på engelska).
Den handlar om Långben och Max som då flyttar hem till Långbens gamla hemstad Spoonerville.
De blir grannar med Långbens gamla klasskompis Petter samt Petters fru Peggy och deras två barn P.J och Busan. I Långbens galna gäng är Max och P.J 11 år. TV-serien sändes i SVT mellan 1991 och 1992, och sänds fortfarande på Disney Channel och Toon Disney.
Totalt skapades 78 avsnitt, uppdelade på två säsonger.
Den 5 december 1993, precis ett år efter seriens slut i SVT, sändes dessutom ett specialavsnitt av serien: Have Yourself A Goofy Little Christmas (A Goof Troop Christmas) som blev seriens 79:e avsnitt.
1996 Janne Långben - The Movie (A Goofy Movie)
1996 hade filmen Janne Långben - The Movie svensk premiär. Filmen är en fristående uppföljare till Långbens galna gäng, i filmen är Max tonåring (ca 14 år) och utstött i skolan. Max del av filmen går ut på att få en fungerande dejt med Roxanne. Långben å sin sida oroar sig över att Max ska hamna i trubbel.
1999 Musse Pigg och hans vänner firar jul (Mickey's Once Upon a Christmas)
Max och Långbens del av julsagan heter A Very Goofy Christmas, vilket dock inte är special avsnittet ur Långbens galna gäng som många tror. Avsnittet är som ytterligare ett avsnitt i Långbens galna gäng, men med mycket bättre kvalitet och andra röster. Underligt av Disney att gå tillbaka till det efter Janne Långben - The Movie kan tyckas. Handlingen går ut på att Petter berättar för Max att det inte finns någon tomte och det förstör nästan Max jul totalt. Långben försöker att få Max att tro igen.
2000 En extremt långbent film (An Extremely Goofy Movie)
I filmen ska Max (ca 18 år) börja på college men Långben har svårt att släppa taget. Under dessa omständigheter förlorar Långben jobbet och måste börja om på college igen. Han hamnar till Max skräck i samma klass och så är konflikterna igång igen. Max tyckte att det skulle bli skönt att slippa Långben på college och så dyker han upp där, då får Max nog.
2001 Musses jul i Ankeborg (Mickey's Twice Upon a Christmas)
Max ska åka hem från collage över julen och hälsa på sin pappa Långben. Han har med sig sin flickvän Mona, och oroar sig över att Långben ska skämma ut honom.
2003 Hos Musse (House of Mouse)
I TV-serien driver Musse Pigg och hans vänner en nattklubb. Långben är hovmästare och Max parkerar bilar åt gästerna. I Hos Musse är Max tonåring (ca 19 år) igen. I ett av avsnitten har han en dejt med Roxanne, på klubben. Det är första gången sedan Janne Långben - The Movie som Roxanne dyker upp.

## Röster
- 50-talets kortfilmer: Mia Kihl
- Långbens galna gäng (1992): Mia Kihl
- Janne Långben - The Movie (1996): Nick Atkinson
- Musse Pigg och hans vänner firar jul (1999): Alexander Lundberg
- En extremt långbent film (2000): Nick Atkinson
- Musses jul i Ankeborg (2001): Nick Atkinson (tal) Michael Blomqvist (sång)
- Hos Musse (2003): Alexander Lundberg